# NGC 881
NGC 881 est une galaxie spirale située dans la constellation de la Baleine. NGC 881 a été découverte par l'astronome germano-britannique William Herschel en 1785.

## Caractéristiques
Sa vitesse par rapport au fond diffus cosmologique est de 5 008 ± 17 km/s, ce qui correspond à une distance de Hubble de 73,9 ± 5,2 Mpc (∼241 millions d'al).
À ce jour, sept mesures non basées sur le décalage vers le rouge (redshift) donnent une distance de 57,886 ± 5,329 Mpc (∼189 millions d'al), ce qui est à l'extérieur des valeurs de la distance de Hubble. Notons que c'est avec la valeur moyenne des mesures indépendantes, lorsqu'elles existent, que la base de données NASA/IPAC calcule le diamètre d'une galaxie et qu'en conséquence le diamètre de NGC 881 pourrait être d'environ 48,1 kpc (∼157 000 al) si on utilisait la distance de Hubble pour le calculer.
La classe de luminosité de NGC 881 est III et elle présente une large raie HI.

## Supernova
La supernova SN 2011hk a été découverte dans NGC 881 le 31 octobre 2011 par à Yamagata au Japon par l'astronome japonais Koichi Itagaki et par l'astronome amateur japonais de Chigasaki Yoji Hirose. Cette supernova était de type Ia.